# Mongu
Mongu est la ville principale de la Province Occidentale en Zambie. Sa population s'élève à 91 353 habitants en 2010.

## Religion
Mongu est le siège d'un évêché catholique créé le 14 juin 1997.

## Personnalités liées
- Nakatindi Wina (1945-2012), femme politique, y est née.